# Philologie hispanique

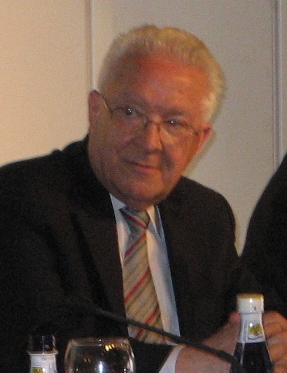
Ciriaco Morón Arroyo, philologue espagnol, Docteur honoris causa en Lettres et professeur et spécialiste de la littérature en espagnol aux États-Unis.

La philologie hispanique ou Lettres hispaniques est la branche de la philologie qui concerne l'étude de la langue espagnole et de la sa littérature, ainsi, parfois, que des autres langues en Espagne, en particulier dans les universités où il n'existe pas de cursus de philologie spécifique pour ces langues.
En philologie hispanique, les textes en langue espagnole sont analysés afin de mieux les comprendre et les interpréter. L'objectif de cette discipline est de déchiffrer les textes écrits en Espagne et en Amérique latine, et d'analyser les aspects culturels et humains contenus dans ces textes. Selon Manuel Quirós, la philologie espagnole ou hispanique est la branche de la philologie chargée de chercher, trouver, reconstruire, fixer, clarifier, lire et interpréter les textes en espagnol.
Actuellement, ce cursus est enseigné dans tous les pays hispanophones, dans tous ceux où il y a une académie de cette langue, et dans beaucoup d'autres qui les enseignent dans leurs universités du fait de l'importance de la langue et de sa demande de la part des élèves : la plupart des pays de l'Union européenne, les États-Unis, les Philippines, la Corée du Sud, le Japon, etc.
L'Institut Cervantes se charge de la diffusion et de l'enseignement de la langue espagnole, tandis que la finalité de la Philologie hispanique est d'étudier la structure et l'histoire de la langue, ainsi que les œuvres littéraires produites en espagnol.
En Espagne, il s'agit d'un diplôme de premier et deuxième cycle appartenant au domaines des Lettres. L'enseignement qui amène au diplôme de Licencié en Philologie hispanique porte sur la philologie générale et particulièrement sur tout ce qui concerne la langue espagnole dans tous ses aspects : linguistique, littéraire et culturel propres à la langue espagnole.

## Ouvrages de référence
- Bernard Pottier, Introduction à l'étude de la philologie hispanique : 1. Généralités, phonétique espagnole., Bordeaux, Bernard Pottier, 1957, 106 p. (BNF 32541888).
- Bernard Pottier, Introduction à l'étude de la philologie hispanique : 2: Morphosyntaxe espagnole, Bordeaux, Bernard Pottier, 1958, 157 p.[3].
- (es) Víctor José Herrero, Introducción al estudio de la filología latina, Gredos, 1976 (OCLC 605206429).